# Рощин, Алексей (футболист)
Алексей Рощин (14 декабря 1967, Карпунинский, Верхотурский район, Свердловская область, РСФСР) — советский, узбекский и киргизский футболист, вратарь, футбольный тренер. Выступал за сборную Кыргызстана.

## Биография
Воспитанник ташкентского футбола. В соревнованиях мастеров начал выступать в 1988 году в составе «Металлурга» (Алмалык) во второй лиге. Позднее играл в советских первенствах за «Чирчик» и «Алай».
После распада СССР некоторое время продолжал играть за «Алай» в чемпионате Кыргызстана, стал бронзовым призёром чемпионата и финалистом Кубка Кыргызстана 1992 года. Часть сезона 1992 года провёл в клубе из Алмалыка. В 1993 году играл за вторую команду бишкекской «Алги», выступавшую в высшей лиге Кыргызстана, в её составе стал финалистом Кубка страны.
В 1994 году окончательно вернулся в Узбекистан. Несколько сезонов провёл в составе ташкентского «Пахтакора», но был дублёром основного вратаря Павла Бугало и сыграл за четыре сезона лишь 25 матчей в чемпионате страны. Чемпион Узбекистана 1998 года, обладатель (1997) и финалист (1996) Кубка Узбекистана. Принимал участие в матчах азиатских кубковых турниров, в том числе выходил на поле как полевой игрок. Помимо «Пахтакора», играл в высшем дивизионе за «Хорезм» и «Андижан» и в низших лигах за «Алтынкуль».
Во время выступлений в Кыргызстане вызывался в национальную сборную страны. Дебютный матч сыграл 25 октября 1992 года в рамках Кубка Центральной Азии против Казахстана (0:2), отыграв все 90 минут. Второй и последний матч провёл 7 июня 1993 года на международном турнире в Тегеране против Азербайджана (2:3), вышел на замену на 50-й минуте вместо Закира Джалилова и пропустил один гол.
После окончания игровой карьеры работал тренером вратарей в молодёжных сборных Узбекистана и в академии «Пахтакора». Принимал участие в матчах ветеранов.
С 2021 года работает тренером вратарей в футбольной академии ташкентского клуба «Бунёдкор».